# 戈木错
戈木错（藏語：སྒོ་མོ་མཚོ，威利转写：sgo mo mtsho，THL：Gomo Tso，意为“门湖”）位于中国西藏自治区那曲市尼玛县境内，地处尼玛县西部，马尔岗木山东北麓，湖面海拔4668米，面积76平方公里。湖滨多盐碱地和戈壁滩。湖区气候寒冷干燥，年均气温-6℃，年均降水量100～150毫米。湖水主要靠泉水补给。湖区有石盐、芒硝和石膏等盐类沉积。